# Adalia School of Business
 (janvier 2018).
Si vous disposez d'ouvrages ou d'articles de référence ou si vous connaissez des sites web de qualité traitant du thème abordé ici, merci de compléter l'article en donnant les références utiles à sa vérifiabilité et en les liant à la section « Notes et références ».
ADALIA Institute | School of Business and Management est une école de commerce et de gestion marocaine installée dans le centre-ville de Casablanca. Elle a été fondée en 2014.

## Formations
Autorisée par le ministère de l'Enseignement supérieur, de la Recherche scientifique et de la Formation des cadres du Royaume du Maroc, membre de la CGEM, de la CFCIM et des associations internationales AACSB, et GBSN et signataire des Principles for Responsible Management Education, initiative de l'Organisation des Nations unies, ADALIA School of Business forme des managers.
L'école propose des formations undergraduate (Bachelor in Business Administration) graduate (Master in Management), formant le Parcours Grande École.
Par ailleurs l'établissement dispose : 
- d'un centre de formation des cadres (Executive Education)
- d'un centre de recherche (Faculty) proposant différentes activités (Incubateur, Laboratoire de Recherche, Formation de Formateur et Thèse de Doctorat).

ADALIA Institute collabore avec des partenaires académiques (universités et business schools en Europe, Amérique, Asie et Afrique) et accueille chaque année des étudiants et participants internationaux dans le cadre de programmes d'échange, de séminaires ou de study trips.
L'établissement organise une manifestation scientifique autour de l'innovation et de l'entrepreneuriat : INNODAYS
Et labellise des projets innovant au travers d'un programme dédié en partenariat avec Cap Digital Paris Region.
Elle a fondé l'Observatoire des Soutien à l'Entrepreneuriat au Maroc en 2018.
Elle a publié l'outil de Design Thinking "Innovation Deck" en 2019.